# Campeonato Mundial de Snowboard de 2011 - Slopestyle masculino
A prova do slopestyle masculino do Campeonato Mundial de Snowboard de 2011 foi disputado  no dia 22 de janeiro na estação de esqui La Molina, localizado na cidade de Alp na Espanha.

## Medalhistas
| Ouro              | Prata                 | Bronze              |
| Seppe Smits (BEL) | Niklas Mattsson (SWE) | Ville Paumola (FIN) |

### Qualificação
A qualificação ocorreu dia 22 de janeiro. 
| Colocação | Bib | Nome                    | Nacionalidade  | Descida 1 | Descida 2 | Melhor | Notas |
| --------- | --- | ----------------------- | -------------- | --------- | --------- | ------ | ----- |
| 1         | 35  | Stef Zeestraten         | Nova Zelândia  | 13.0      | 27.5      | 27.5   | Q     |
| 2         | 23  | Niklas Mattsson         | Suécia         | 10.9      | 27.1      | 27.1   | Q     |
| 3         | 29  | Robby Balharry          | Canadá         | 25.5      | 26.4      | 26.4   | Q     |
| 4         | 6   | Seppe Smits             | Bélgica        | 25.8      | 21.4      | 25.8   | Q     |
| 5         | 56  | Markku Koski            | Finlândia      | 23.5      | 9.0       | 23.5   | Q     |
| 6         | 38  | Petja Piiroinen         | Finlândia      | 15.8      | 23.0      | 23.0   | Q     |
| 7         | 40  | Zebastian Landmark      | Suécia         | 22.9      | 13.7      | 22.9   | Q     |
| 8         | 33  | Julien Beaulieu         | Canadá         | 15.3      | 22.2      | 22.2   | Q     |
| 9         | 5   | Ville Paumola           | Finlândia      | 22.0      | 15.5      | 22.0   | Q     |
| 10        | 51  | Tor Lundstrom           | Suécia         | 7.2       | 21.7      | 21.7   | Q     |
| 11        | 31  | Jan Necas               | Chéquia        | 12.8      | 21.3      | 21.3   | Q     |
| 12        | 25  | Elliot Catton           | Canadá         | 21.2      | 13.7      | 21.2   | Q     |
| 13        | 34  | Michael Macho           | Áustria        | 21.2      | 8.7       | 21.2   | Q     |
| 14        | 11  | Adrian Krainer          | Áustria        | 9.4       | 21.1      | 21.1   | Q     |
| 15        | 1   | Clemens Schattschneider | Áustria        | 15.0      | 20.9      | 20.9   | Q     |
| 16        | 22  | Carlos Manich           | Espanha        | 20.7      | 12.3      | 20.7   | Q     |
| 17        | 13  | Mario Käppeli           | Suíça          | 19.8      | 5.1       | 19.8   | Q     |
| 18        | 20  | Isaac Verges            | Espanha        | 17.0      | 18.5      | 18.5   | Q     |
| 19        | 55  | Zach Stone              | Canadá         | 9.5       | 20.5      | 20.5   |       |
| 20        | 36  | Dimi De Jong            | Países Baixos  | 18.0      | 19.5      | 19.5   |       |
| 21        | 44  | Viktor Szigeti          | Hungria        | 19.0      | 12.3      | 19.0   |       |
| 22        | 47  | James Hamilton          | Nova Zelândia  | 5.0       | 18.8      | 18.8   |       |
| 23        | 54  | Robbie Walker           | Austrália      | 16.0      | 17.7      | 17.7   |       |
| 24        | 21  | Carlos Torner           | Espanha        | 3.7       | 17.4      | 17.4   |       |
| 25        | 39  | Rocco Van Straten       | Países Baixos  | 16.4      | 9.5       | 16.4   |       |
| 26        | 14  | Benjamin Farrow         | Estados Unidos | 15.7      | 4.6       | 15.7   |       |
| 27        | 17  | Steve Krijbolder        | Países Baixos  | 11.8      | 15.3      | 15.3   |       |
| 28        | 42  | Bjorn Simons            | Bélgica        | 15.0      | 4.5       | 15.0   |       |
| 29        | 37  | Thomas Franc            | Suíça          | 13.4      | 13.9      | 13.9   |       |
| 30        | 18  | Geza Kinda              | Roménia        | 13.1      | 11.3      | 13.1   |       |
| 31        | 9   | Paul Brichta            | Estados Unidos | 13.0      | 10.5      | 13.0   |       |
| 32        | 45  | Dolf Van Der Wal        | Países Baixos  | 6.1       | 12.8      | 12.8   |       |
| 33        | 32  | Nick Hyne               | Nova Zelândia  | 11.7      | 5.4       | 11.7   |       |
| 34        | 27  | Mario Visnap            | Estónia        | 10.0      | 12.1      | 12.1   |       |
| 35        | 50  | Aleksi Partanen         | Finlândia      | 10.7      | 11.7      | 11.7   |       |
| 36        | 4   | Alexey Sobolev          | Rússia         | 10.8      | 9.1       | 10.8   |       |
| 37        | 26  | Petr Horak              | Chéquia        | 10.5      | 5.3       | 10.5   |       |
| 38        | 49  | Miguel Moreno           | Espanha        | 8.6       | 9.4       | 9.4    |       |
| 39        | 53  | Sven Thorgren           | Suécia         | 7.8       | DNS       | 7.8    |       |
| 40        | 12  | Marcos Vinicius Batista | Brasil         | 7.2       | 4.1       | 7.2    |       |
| 41        | 43  | David Liptay            | Hungria        | 7.1       | 2.5       | 7.1    |       |
| 42        | 24  | Siim Aunison            | Estónia        | 3.8       | 7.0       | 7.0    |       |
| 43        | 2   | Max Buri                | Suíça          | 2.4       | 6.9       | 6.9    |       |
| 44        | 28  | Liam Ryan               | Nova Zelândia  | 3.2       | 6.2       | 6.2    |       |
| 45        | 15  | Patrick Burgener        | Suíça          | 2.0       | DNS       | 2.0    |       |
| 46        | 3   | Gian-Luca Cavigelli     | Suíça          | 00        | 00        |        | DNS   |
| 47        | 7   | Lorenzo Buzzoni         | Itália         | 00        | 00        |        | DNS   |
| 48        | 8   | Giorgio Ciancaleoni     | Itália         | 00        | 00        |        | DNS   |
| 49        | 10  | Matevz Petek            | Eslovênia      | 00        | 00        |        | DNS   |
| 50        | 16  | Matej Novak             | Chéquia        | 00        | 00        |        | DNS   |
| 51        | 19  | Adam Balogh             | Hungria        | 00        | 00        |        | DNS   |
| 52        | 30  | Kevin Bronckaers        | Bélgica        | 00        | 00        |        | DNS   |
| 53        | 41  | Dmitry Mindrul          | Rússia         | 00        | 00        |        | DNS   |
| 54        | 46  | Matevz Pristavec        | Eslovênia      | 00        | 00        |        | DNS   |
| 55        | 48  | Marco Donzelli          | Itália         | 00        | 00        |        | DNS   |
| 56        | 52  | Mathieu Crepel          | França         | 00        | 00        |        | DNS   |

### Final
A final ocorreu em  22 de janeiro. 
| Colocação         | Bib | Nome                    | Nacionalidade | Descida 1 | Descida 2 | Melhor | Notas |
| ----------------- | --- | ----------------------- | ------------- | --------- | --------- | ------ | ----- |
| Medalha de ouro   | 6   | Seppe Smits             | Bélgica       | 26.7      | 28.7      | 28.7   |       |
| Medalha de prata  | 23  | Niklas Mattsson         | Suécia        | 28.1      | 12.5      | 28.1   |       |
| Medalha de bronze | 5   | Ville Paumola           | Finlândia     | 17.4      | 26.2      | 26.2   |       |
| 4                 | 40  | Zebastian Landmark      | Suécia        | 10.8      | 25.9      | 25.9   |       |
| 5                 | 1   | Clemens Schattschneider | Áustria       | 25.5      | 16.6      | 25.5   |       |
| 6                 | 33  | Julien Beaulieu         | Canadá        | 17.1      | 24.5      | 24.5   |       |
| 7                 | 29  | Robby Balharry          | Canadá        | 23.3      | 24.1      | 24.1   |       |
| 8                 | 56  | Markku Koski            | Finlândia     | 23.8      | 16.6      | 23.8   |       |
| 9                 | 34  | Michael Macho           | Áustria       | 22.4      | 9.1       | 22.4   |       |
| 10                | 38  | Petja Piiroinen         | Finlândia     | 9.0       | 22.0      | 22.0   |       |
| 11                | 31  | Jan Necas               | Chéquia       | 18.8      | 20.3      | 20.3   |       |
| 12                | 20  | Isaac Verges            | Espanha       | 10.5      | 19.7      | 19.7   |       |
| 13                | 35  | Stef Zeestraten         | Nova Zelândia | 18.4      | 11.7      | 18.4   |       |
| 14                | 51  | Tor Lundstrom           | Suécia        | 16.8      | 10.4      | 16.8   |       |
| 15                | 13  | Mario Käppeli           | Suíça         | 7.1       | 16.5      | 16.5   |       |
| 16                | 25  | Elliot Catton           | Canadá        | 5.8       | 16.2      | 16.2   |       |
| 17                | 11  | Adrian Krainer          | Áustria       | 5.7       | 10.7      | 10.7   |       |
| 18                | 22  | Carlos Manich           | Espanha       | 10.0      | 6.8       | 10.0   |       |

Legenda
| Recorde mundial       | Recorde mundial (World record)               |                       | Recorde africano                      | Recorde africano (African) |                                           | Q | Classificado por posição (Qualified) |
| Recorde do campeonato | Recorde do campeonato (Championship record)  | Recorde da América    | Recorde da América (Americas)         | q                          | Classificado por melhor tempo (Qualified) |   |                                      |
| Melhor marca do ano   | Melhor marca do ano (World leading)          | Recorde asiático      | Recorde asiático (Asian)              | DNS                        | Não largou (Did not start)                |   |                                      |
| Recorde nacional      | Recorde nacional (National record)           | Recorde europeu       | Recorde europeu (European)            | DNF                        | Não terminou (Did not finish)             |   |                                      |
| Recorde pessoal       | Recorde pessoal do atleta (Personal best)    | Recorde da Oceania    | Recorde da Oceania (Oceania)          | DSQ / DQ                   | Desclassificado (Disqualified)            |   |                                      |
| Recorde da temporada  | Recorde da temporada do atleta (Season best) | Recorde sul-americano | Recorde sul-americano (South America) | NM                         | Sem marca (No mark)                       |   |                                      |